# Вијетове формуле
За Вијетову формулу за рачунање броја π, видети овај чланак.
У математици, односно алгебри, Вијетове формуле, које су добиле име по Франсоа Вијету, су формуле које дају везу између нула полинома, и његових коефицијената

## Формуле
Ако
{\displaystyle P(X)=a_{n}X^{n}+a_{n-1}X^{n-1}+\cdots +a_{1}X+a_{0}}
је полином степена {\displaystyle n\geq 1} са комплексним коефицијентима
(па су бројеви {\displaystyle a_{0},a_{1},\dots ,a_{n-1},a_{n}} комплексни, и {\displaystyle a_{n}\neq 0}), по основној теореми аритметике {\displaystyle P(X)} има {\displaystyle n} (не обавезно различитих) комплексних корена {\displaystyle x_{1},x_{2},\dots ,x_{n}.} Вијетове формуле кажу да
{\displaystyle x_{1}+x_{2}+\cdots +x_{n}=-{\frac {a_{n-1}}{a_{n}}}}
{\displaystyle (x_{1}x_{2}+x_{1}x_{3}+\cdots +x_{1}x_{n})+(x_{2}x_{3}+x_{2}x_{4}+\cdots +x_{2}x_{n})+\cdots +x_{n-1}x_{n}={\frac {a_{n-2}}{a_{n}}}}
{\displaystyle \cdots \,}
{\displaystyle x_{1}x_{2}\cdots x_{n}=(-1)^{n}{\frac {a_{0}}{a_{n}}}.}
Другим речима, сума свих могућих производа {\displaystyle k} нула полинома {\displaystyle P(X)} је једнака {\displaystyle (-1)^{k}a_{n-k}/a_{n},}
{\displaystyle \sum _{1\leq i_{1}<i_{2}<\cdots <i_{k}\leq n}x_{i_{1}}x_{i_{2}}\cdots x_{i_{k}}=(-1)^{k}{\frac {a_{n-k}}{a_{n}}}}
за свако {\displaystyle k=1,2,\dots ,n.}
Вијетове формуле важе општије за полиноме са коефицијентима у било ком комутативном прстену, све док тај полином степена {\displaystyle n} има {\displaystyle n} нула у том прстену.

## Пример
За полином другог степена {\displaystyle P(X)=aX^{2}+bX+c}, Вијетове формуле гласе да су решења {\displaystyle x_{1}} и {\displaystyle x_{2}} квадратна једначина {\displaystyle P(X)=0} задовољавају
{\displaystyle x_{1}+x_{2}=-{\frac {b}{a}},\quad x_{1}x_{2}={\frac {c}{a}}.}
Прва једначина се може користити да се нађе минимум (или максимум) од P.

## Доказ
Вијетове формуле се могу доказати записивањем једнакости
{\displaystyle a_{n}X^{n}+a_{n-1}X^{n-1}+\cdots +a_{1}X+a_{0}=a_{n}(X-x_{1})(X-x_{2})\cdots (X-x_{n})}
(што је тачно, јер {\displaystyle x_{1},x_{2},\dots ,x_{n}} су све нуле полинома), множењем кроз факторе са десне стране, и проналажењем коефицијената сваког степена {\displaystyle X}.